# 이한진
이한진(李翰珍, 1983년 12월 20일 ~ )은 전 KBO 리그 SK 와이번스의 투수이다.

## 선수 시절

### SK 와이번스시절
2006년에 입단하였다.

## 야구선수 은퇴 후
2015년 11월 29일 본인의 요청으로 SK 와이번스에서 방출됐다. 프로 통산 성적은 84경기 1승 3패, 1세이브, 4점대 평균자책점이다.
하지만 새로 뛸 팀을 찾지 못했고, 2016년에 경찰 야구단의 코치 제의를 받아 현역 은퇴를 선언했다. 메인 투수코치인 김경원의 보조 코치를 맡았다.

## 출연

### 드라마
- 2023년 아씨두리안 - 하니오빠 역

## 트리비아
- 오른쪽 손가락 피부 동맥 혈관 경련으로 피가 잘 통하지 않는 희귀병인 '레이노 증후군'을 앓고 있다.

## 통산 기록
| 연도 | 소속 | 평균자책 | 경기 | 승 | 패 | 세 | 홀 | 이닝 | 피안타 | 피홈런 | 4사구 | 탈삼진 | 실점 | 자책점 |
| ---- | ---- | -------- | ---- | -- | -- | -- | -- | ---- | ------ | ------ | ----- | ------ | ---- | ------ |
| 2006 | SK   | 2.84     | 13   | 0  | 2  | 0  | 0  | 19   | 22     | 2      | 4     | 9      | 9    | 6      |
| 2007 | SK   | 3.50     | 28   | 1  | 2  | 0  | 0  | 46.1 | 41     | 1      | 10    | 18     | 22   | 18     |
| 2008 | SK   | 5.56     | 23   | 0  | 1  | 1  | 0  | 34   | 37     | 1      | 10    | 14     | 23   | 21     |
| 통산 |      | 4.08     | 64   | 1  | 3  | 1  | 0  | 99.1 | 100    | 4      | 24    | 41     | 54   | 45     |